# 8 (tal)
 "Otte" omdirigeres hertil. For navnet, se Otto.
8 (otte) er:
- Det naturlige tal efter 7, derefter følger 9
- Et heltal
- Et kubiktal (23 = 2 × 2 × 2)
- Det 6. i rækken af fibonaccis tal
- Et defektivt tal
- Grundtallet i det oktale talsystem.

Det danske ord "otte" deler etymologi med de andre indoeuropæiske sprogs ord for det samme; på sanskrit hed det asta, fra den indoeuropæiske rod *okto(u), en gammel dualisform med betydningen "2 x 4". Man regnede i firere, dvs fingrene fraregnet tommelfingeren. Håndens fingre danner en spids, og ok- i *oktu betegner en spids, som i tysk Ecke (= hjørne). Dette findes også i indoeuropæisk *ak-, som i Akropolis, egentlig "byens spids" og (korn)aks,  samt i latin acutus (= skarp), der er blevet til vort "akut", som i "akutlæge". 

## I kemi
- 8 er det "hellige" tal i kemiens verden, bl.a. på grund af kemiens 8 hovedgrupper og oktetreglen.
- Grundstoffet ilt har atomnummer 8

## Astronomi
- Månerne om en given planet, ud over Jordens egen måne, er traditionelt blevet tildelt romertal: På den måde har Jupitermånen Pasiphae, Saturnmånen Iapetus, Uranus-månen Bianca og Neptun-månen Proteus alle fået romertallet VIII.

## I matematik
- En terning har 8 hjørner
- En oktagon er en polygon med 8 sider
- Et oktaeder er et platonisk legeme med 8 trekantede flader.

## Andet
- 8 bit i en byte
- 8 i en oktet
- I musikken er et toneinterval på 8 toner en oktav
- En af de gennemgående, tematiske Lost-tal (4 8 15 16 23 42).
- I stelnumre er 8 VIN-kode for modelår 2008.

8 er også et lykketal i Kina, bl.a. er dage som 8, 18, og 28 helligedage for kinesere.